# Martin D. Ginsburg
Martin D. Ginsburg (anglès: Martin David Ginsburg)  (Brooklyn, 10 de juny de 1932 - Washington DC, 27 de juny de 2010) va ser un advocat estatunidenc especialitzat en dret fiscal que va ser el marit de l'advocada estatunidenca i jutgessa del Tribunal Suprem dels Estats Units Ruth Bader Ginsburg. Va ensenyar dret a Georgetown University Law Center a Washington DC i va treballar a les oficines de Washington DC del bufet Fried, Frank, Harris, Shriver & Jacobson.

## Infantesa i formació
Ginsburg va néixer a Brooklyn (Nova York), fill d'Evelyn (nascuda Bayer) i Morris Ginsburg, un executiu de grans magatzems. Va créixer a Rockville Centre, Long Island, on va assistir a la South Side High School. La seva família era jueva. Ginsburg va obtenir un B.A. de la Universitat Cornell el 1953 i un juris doctor (magna cum laude) de la Harvard Law School el 1958. Era una estrella de l'equip de golf de Cornell. Després d'acabar un any a la facultat de dret, Ginsburg es va casar amb Joan Ruth Bader el 1954, després de la seva graduació a Cornell. Aquell mateix any, Ginsburg, un oficial de la Reserva de l'Exèrcit, va ser cridat al servei actiu i destinat a Fort Sill (Oklahoma). Ginsburg tenia una formació universitària en química. El 1956 va tornar a l'escola de dret, i la seva esposa també va entrar a la Harvard Law School. Durant el seu tercer any a Harvard, Ginsburg va ser operat dues vegades i va rebre radioteràpia per tractar un càncer testicular.

## Carrera
Després de graduar-se en dret el 1958, Ginsburg es va unir al bufet Weil, Gotshal & Manges. Va aprovar les proves d'accés a l'advocacia de Nova York el 1959 i les del districte de Colúmbia el 1980.
Ginsburg va ensenyar a New York University Law School com a professor adjunt del 1967 al 1979. Va ser professor visitant a Stanford Law School (1977–1978), Harvard Law School (1985–1986), University of Chicago Law School (1989–1990) i NYU (1992–1993). Va esdevenir professor titular a Columbia Law School (Charles Keller Beekman Professor of Law) del 1979 al 1980 i a Georgetown Law Center del 1980 fins a la seva mort el 2010.
El 1971, el seu bufet va representar Ross Perot en assumptes empresarials, i tots dos van esdevenir amics íntims. Després que el president Jimmy Carter la nomenés al Tribunal d'Apel·lacions dels Estats Units per al Districte de Colúmbia el 1980, Ginsburg va demanar ajuda a Perot i a altres amics influents per a assegurar que seria confirmada al Senat. El 1984 Ginsburg va resoldres assumptes fiscals complexos que amenaçaven la compra d'Electronic Data Systems, de Perot, per part de General Motors. El 1986, Perot va becar la càtedra Martin Ginsburg de fiscalitat a Georgetown, encara que Ginsburg no la va ocupar mai.

## Vida personal i matrimoni

Ginsburg i el president Bill Clinton miren Ruth Bader Ginsburg mentre promet el càrrec de jutgessa associada del Tribunal Suprem dels Estats Units davant el cap de justícia William Rehnquist (10 d'agost de 1993)

Poc després de graduar-se a Cornell el 1954, Ginsburg es va casar amb Ruth Bader el 23 de juny. Ruth va dir que ella i Martin van decidir que fos quina fos la professió que escollisin, farien la mateixa. La parella va triar el dret i tots dos van estudiar a Harvard Law School.
Els seus dos fills són Jane Carol Ginsburg (nascuda el 1955) i James Steven Ginsburg (nascut el 1965). Martin sovint deia a la gent que no havia entrat a la revista de dret de Harvard, a diferència de Ruth, i compartia com de content estava dels seus èxits, encara quan eren superior als seus. No obstant això, com que també va tenir molt d'èxit en la seva carrera com a advocat fiscal, la parella va gaudir de suport mutu i es va mantenir l'equilibri. Se'l va citar dient: Vam tenir dos anys complets lluny de la facultat, lluny de pressions professionals i dels familiars per aprendre sobre l'altre i començar a construir una vida. Tots dos triomfaven en el seu camp. Li agradava dir que havia tingut molta sort d'haver-se unit a un increïble viatge quan es va casar amb Ruth, en el seu camí cap al Tribunal Suprem.

## Mort
Martin David Ginsburg va morir de càncer el 27 de juny de 2010. Com a oficial de la Reserva de l'Exèrcit dels Estats Units, va ser enterrat al cementiri nacional d'Arlington. Després de morir de càncer de pàncrees el 2020, la jutgessa Ginsburg va ser enterrada a Arlington al costat del seu marit.

## A la cultura popular
A la pel·lícula On the Basis of Sex (2018), una biografia de Ruth Bader Ginsburg, l'interpreta Armie Hammer, amb Ruth interpretada per Felicity Jones.

## Llibres
- Martin D. Ginsburg, Spousal Transfers: In '58, It Was Different, Harvard Law Record, May 6, 1977, at 11
- Ginsburg, Martin. Mergers, acquisitions, and buyouts. A transactional analysis of the governing tax, legal, and accounting considerations. Jan. 1995.  Boston, Massachusetts: Little, Brown, 1995. ISBN 0-316-31275-4.
- Ginsburg, Martin. Mergers, acquisitions, and buyouts. Sample acquisition agreements with tax and legal analysis. Jan. 1995.  Boston, Massachusetts: Little, Brown, 1995.
- Ginsburg, Martin. Mergers, acquisitions, and leveraged buyouts. A transactional analysis of the governing tax, legal, and accounting considerations as of ....  Chicago, Illinois: Commerce Clearing House, 1994.
- Martin D. Ginsburg. SEC and tax consequences of corporate acquisitions.  New York, New York: Practising Law Institute, 1970.
- Martin D. Ginsburg. Mergers, acquisitions, and leveraged buyouts.  Chicago, Illinois: Commerce Clearing House, 1989.
- coauth, "Maintaining Subchapter S in an Integrated Tax World," Tax Law Rev 47 (93)
- coauth, "The Subchapter S One Class of Stock Regulation, Tax Notes 69 (95): 233
- auth, "The S Corporation Reform Act: Generally a Good Start, Tax Notes 67 (95): 1825
- auth, "The Taxpayer Relief Act of 1997: Worse Than You Think, Tax Notes 76 (97): 1790
- coauth, "Evaluating Proposals to Tax Intragroup Spin-Offs, Tax Notes (97)
- auth, "Taxing the Components of Income: A U.S. Perspective, Georgetown Law J, 23 (97)
- auth, "Some Thoughts on Working, Saving, and Consuming in Nunn–Domenici's Tax World," Nat Tax J 48 (97): 585
- repub, Tax Policy in the Real World, Cambridge Univ Press, 99
- auth, "Presentation: U.S. Tax Court's Memorial Service for Senior Judge Theodore Tannenwald, Jr.," TC (99)
- "In Memoriam: Theodore Tannenwald, Jr.," Tax Lawyer (99)
- Jack S., Levin. Structuring Venture Capital, Private Equity, and Entrepreneurial Transactions (PDF). 2009.  Aspen Publishers, 22 maig 2009. ISBN 978-0-7355-8160-9. LCCN 97647593 [Consulta: 1r octubre 2009]. Arxivat 2011-07-13 a Wayback Machine.